# Geocrinia lutea
Espèce
Synonymes
- Crinia lutea Main, 1963

Statut de conservation UICN

 NT  : Quasi menacé
Geocrinia lutea est une espèce d'amphibiens de la famille des Microhylidae.

## Répartition
Cette espèce est endémique du Sud-Ouest de l'Australie-Occidentale. Elle se rencontre jusqu'à 300 m d'altitude,.

## Publication originale
- Main, 1963 : A new species of Crinia (Anura: Leptodactylidae) from National Park, Nornalup. Western Australian Naturalist, vol. 8, p. 143-144.